# 池田正之辅
池田正之辅（日语：／ Ikeda Masanosuke；1898年1月12日—1986年3月27日）是日本的政治人物及众议员（第10届众议院），曾担任第9任科学技术厅长官和社团法人内外事情研究所理事长。他是山形县饱海郡观音寺村芹田（今酒田市观音寺）人。

## 生平
1922年，池田创立了日本大学校报。1926年从日本大学政治学科毕业后，他成为了读卖新闻的记者。通过论说委员得到三木武吉的知遇后，池田进入了报知新闻，并在历任常务等职位后，上任同盟通信社理事。
1942年的翼赞选举中，池田作为未被推荐的候选人首次当选。后来，在战争末期，他加入了护国同志会。在思想检察官的权威盐野季彦担任司法大臣时期，池田还担任过秘书官。
战后，池田和护国同志会的成员们一起，组织并参加了日本协同党。1949年，他作为日本自由党的候选人，在大选中胜选。三木武吉的公职追放被解除后，池田开始与三木和鸠山一郎集团合作，后来在1954年民主党成立时，他就任了副干事长。
之后，池田加入了保守合同促成的自由民主党，并参与了砂田集团、岸派和福田派。1960年的第2次池田内阁中，池田兼任了科学技术厅长官和原子力委员长，然而，1968年日通事件东窗事发，他被以受托收贿的罪名在宅起诉。1977年，最高裁判所判决他惩役1年6个月，追征金300万日元的实刑。池田虽然因病免去了惩役，但还是从政界引退了。案件调查中途，池田与自民党干事长福田赳夫和检事总长井本台吉一起聚过餐。池田被起诉，令井本的行为看起来十分可疑。
1986年3月27日，池田因肾功能衰竭逝世于东京都港区的医院，享年88岁。

## 著作
- 《中华民族的特性》内外事情研究所，1975年。
- 《解明中华民族性 冲击日本汉学的空白》内外事情研究所，1971年。
- 《谜之国·中共大陆的实际情况 解明民族性及经济基础》时事通信社，1971年。
- 《我的斗争 第1部》内外事情研究所，1970年。
- 《探究日中贸易的界限 原始的中共农业的瓶颈》外交知识普及会，1963年